# Mag, Sibiu
Mag este o localitate componentă a orașului Săliște din județul Sibiu, Transilvania, România.

## Obiectiv memorial
Monumentul Eroilor Români din Primul și Al Doilea Război Mondial. Obeliscul, ridicat în anul 1965 în memoria eroilor români, este amplasat în curtea Bisericii Ortodoxe. Monumentul, cu înălțimea de 2,60 m, este realizat din beton placat cu marmură și este împrejmuit cu un gard din plasă metalică și stâlpi din cărămidă. Pe fațada monumentului sunt inscripționate numele a 17 eroi români căzuți pentru țară între anii 1914-1918, precum și numele a 14 eroi români căzuți între anii 1940-1944. Inscripția comemorativă aflată pe monument cuprinde urmatoarele: „Astăzi suntem datori și noi/ cum ați dus-o voi bravi eroi/ să ducem lupta mai departe/ pentru pace și libertate“. 

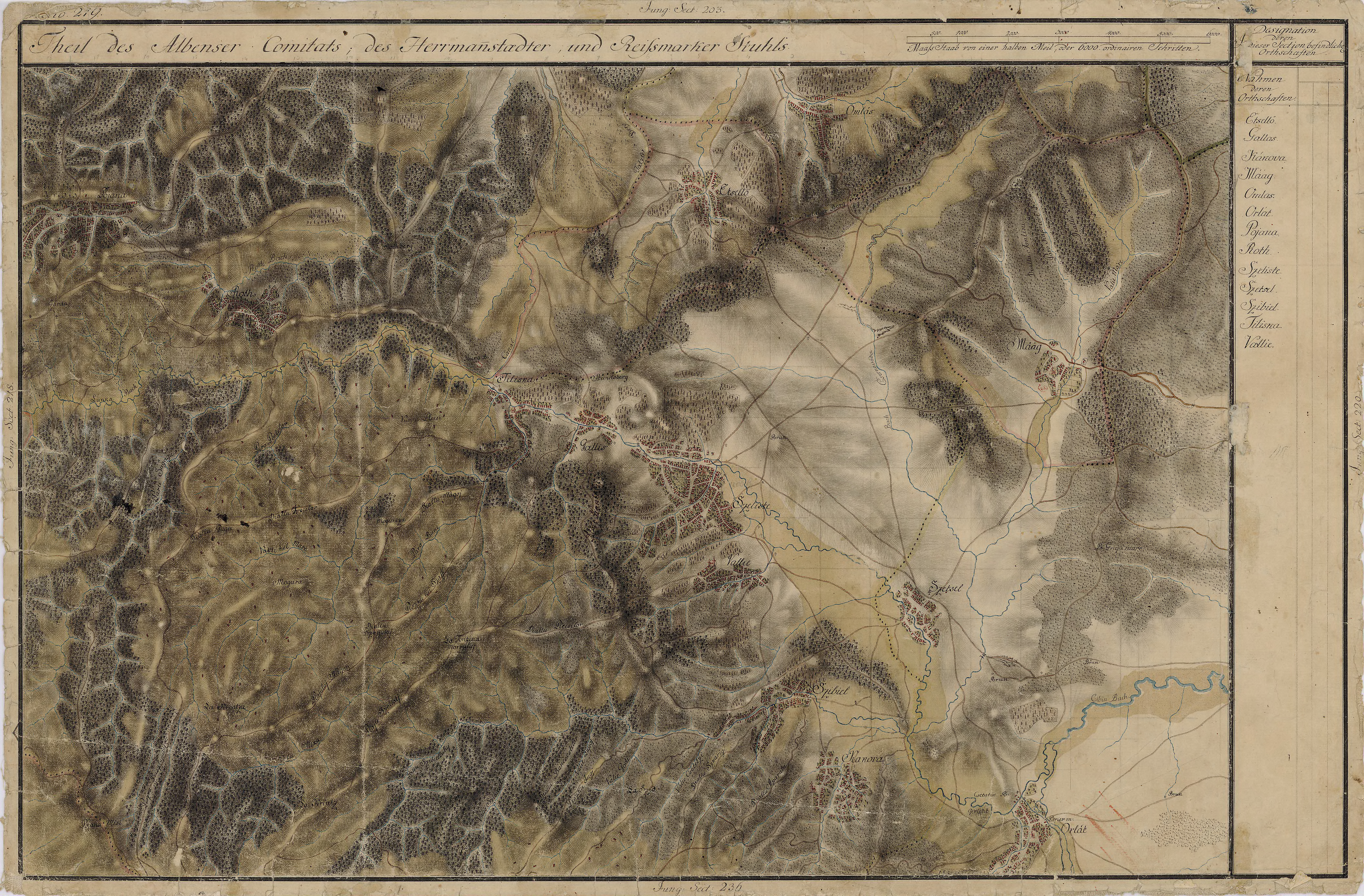
Mag în Harta Iosefină a Transilvaniei, 1769-1773

## Imagini

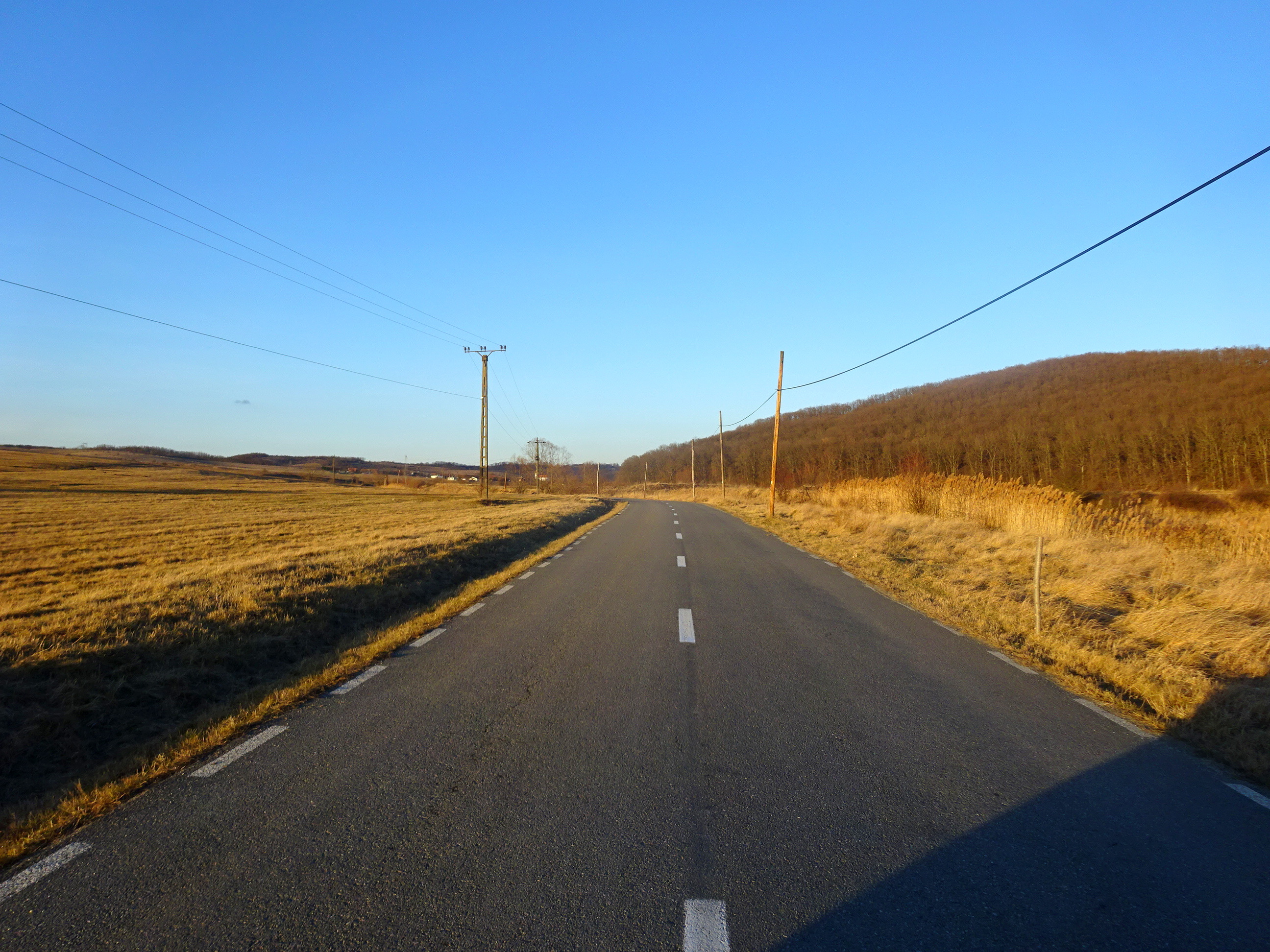
Drumul Mag-Săcel
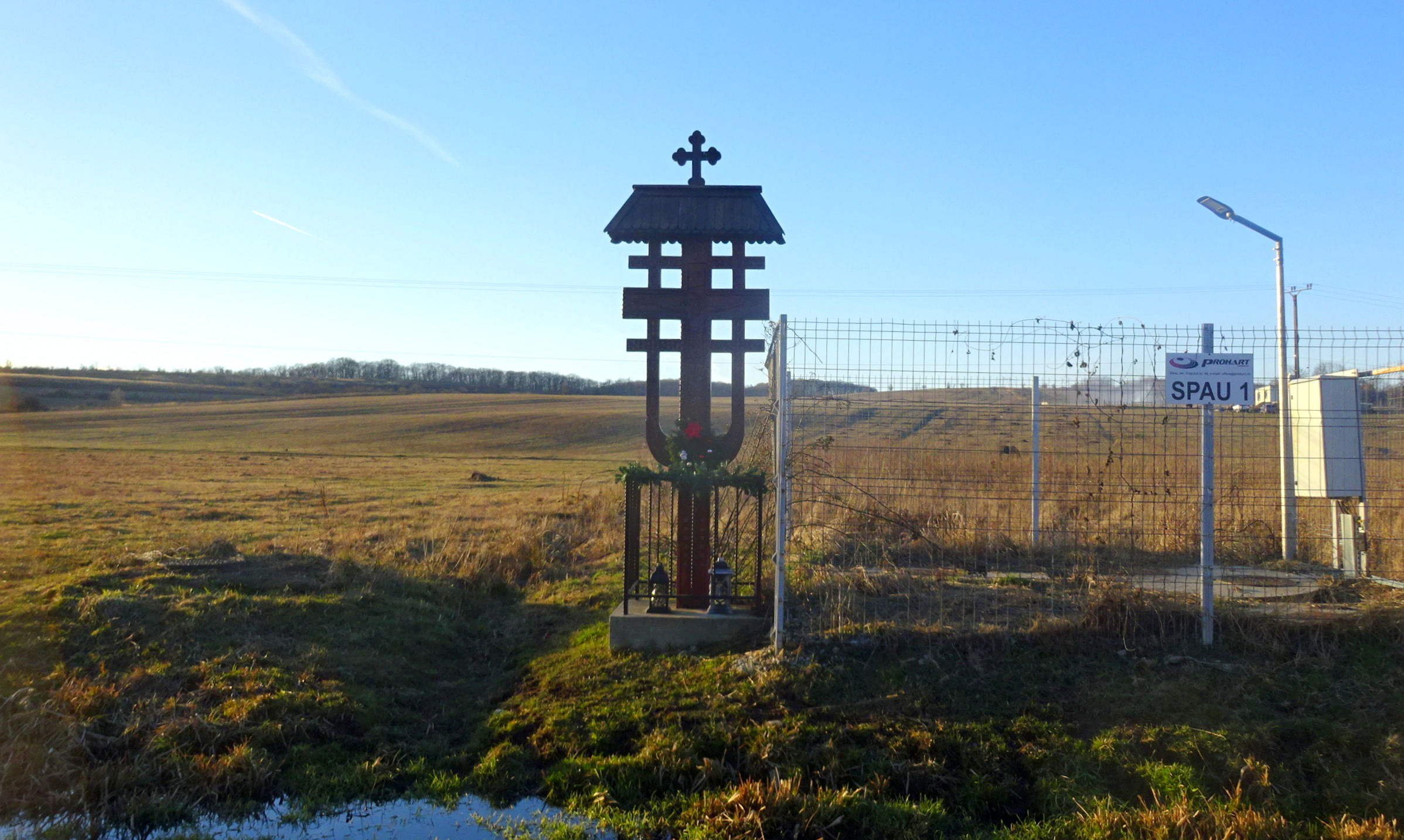
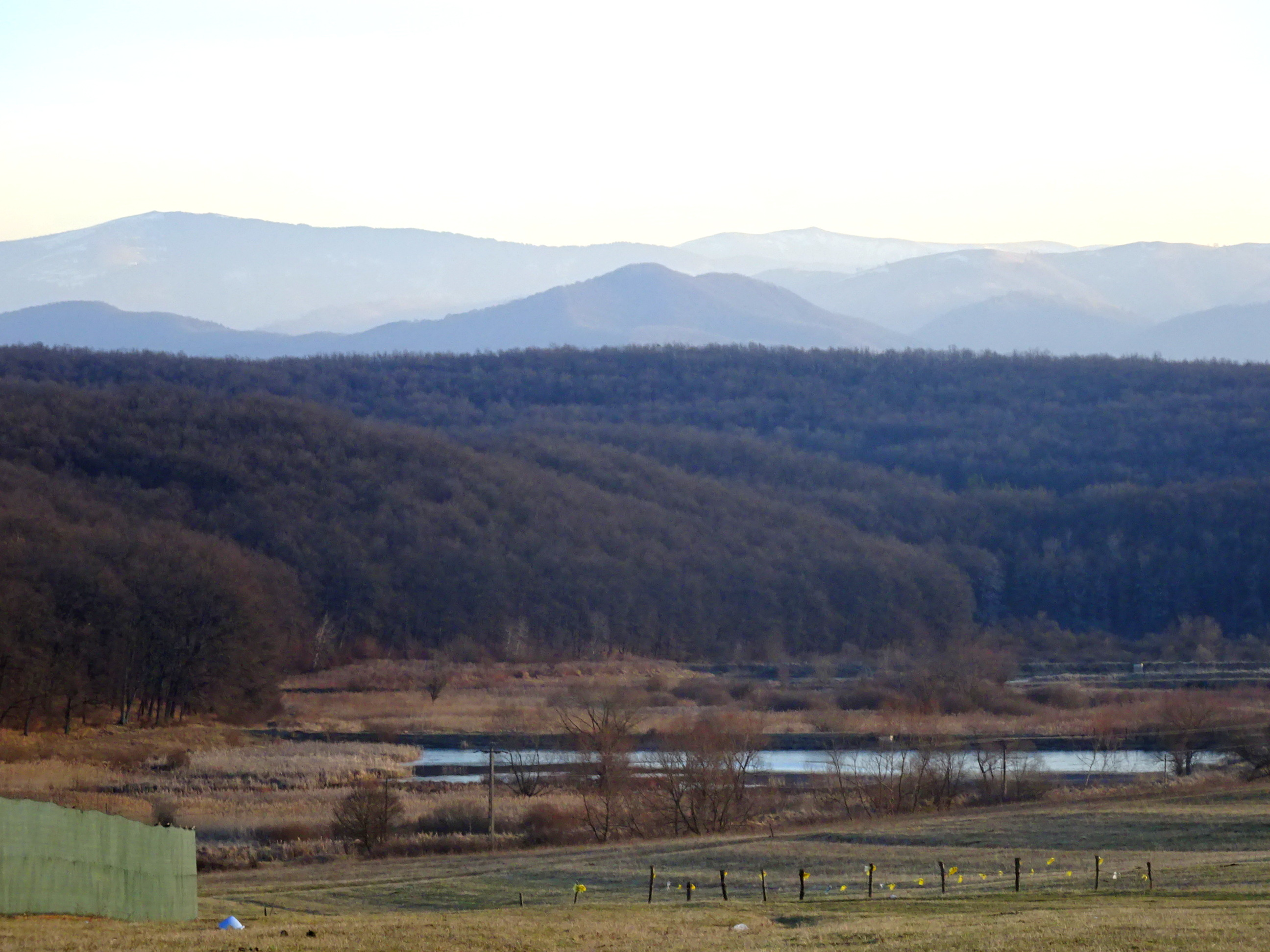
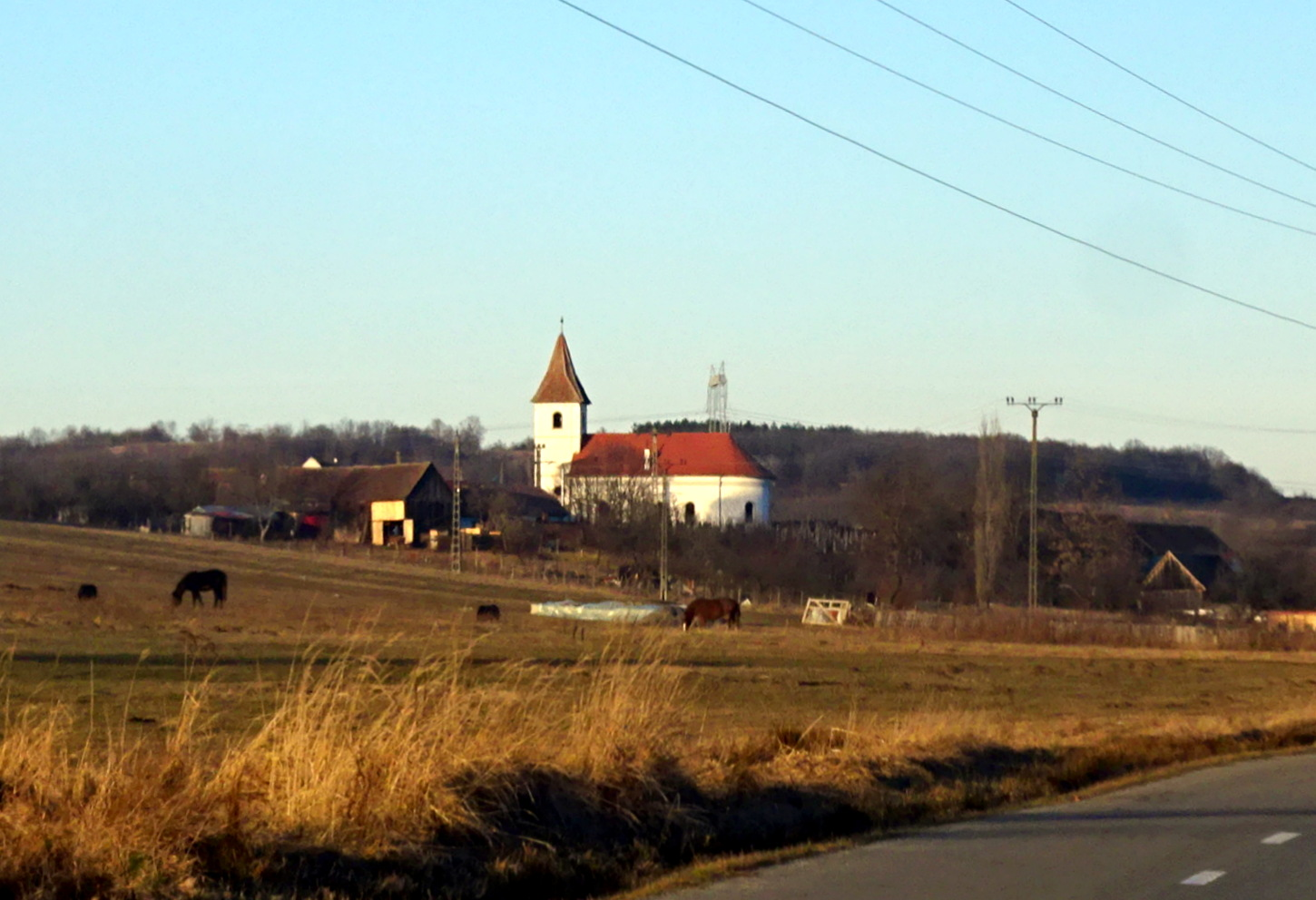
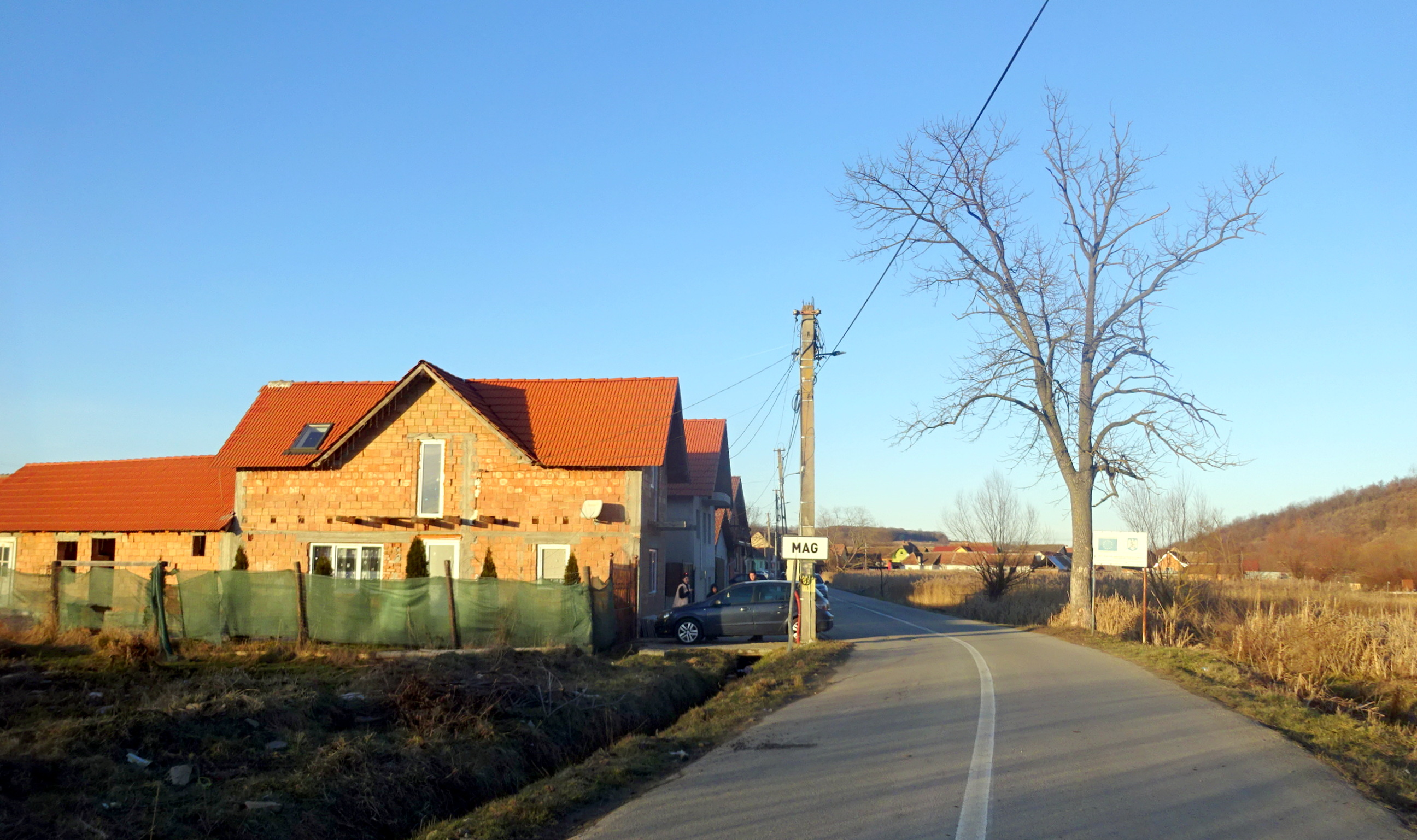
Intrarea în localitate
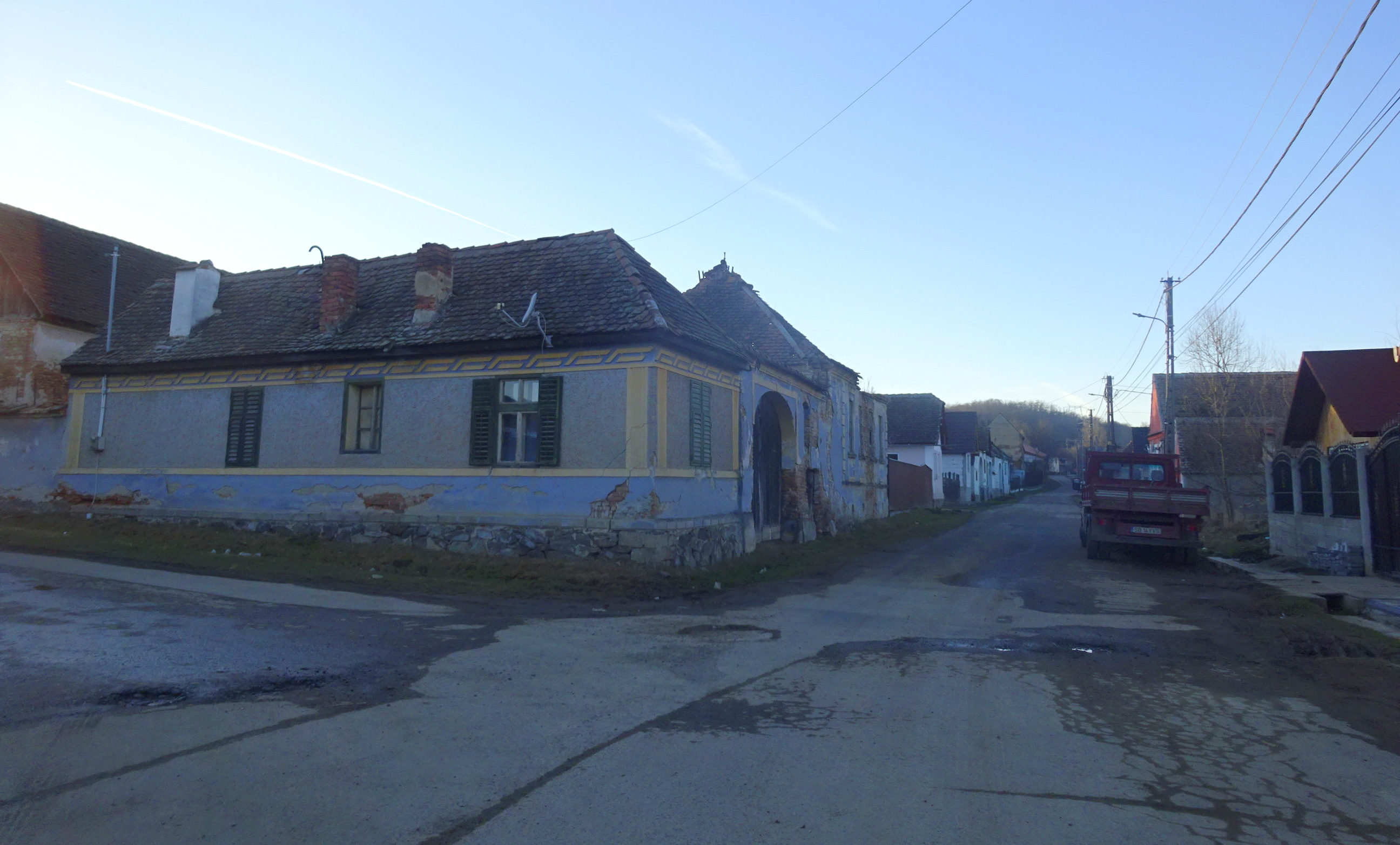
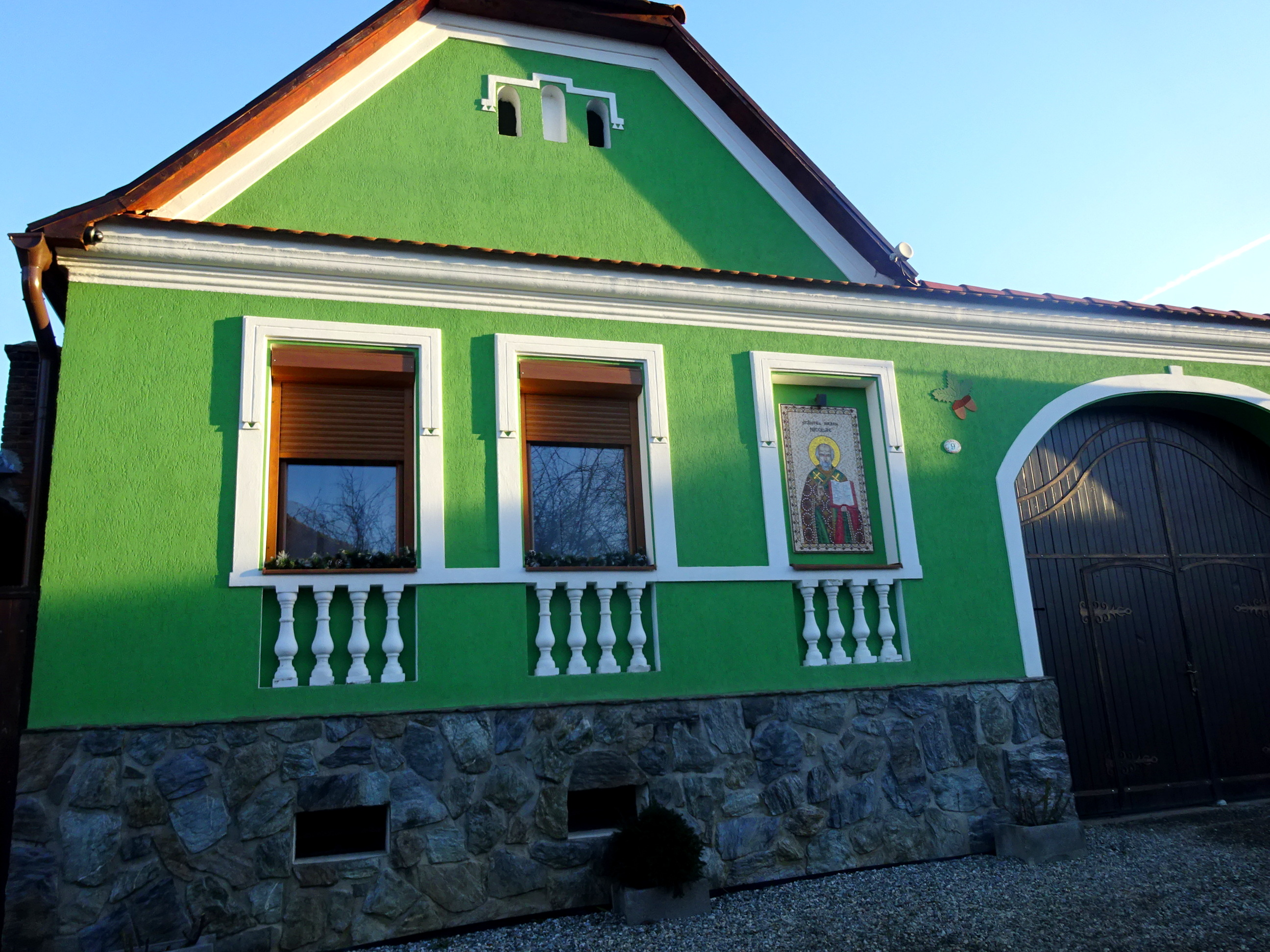
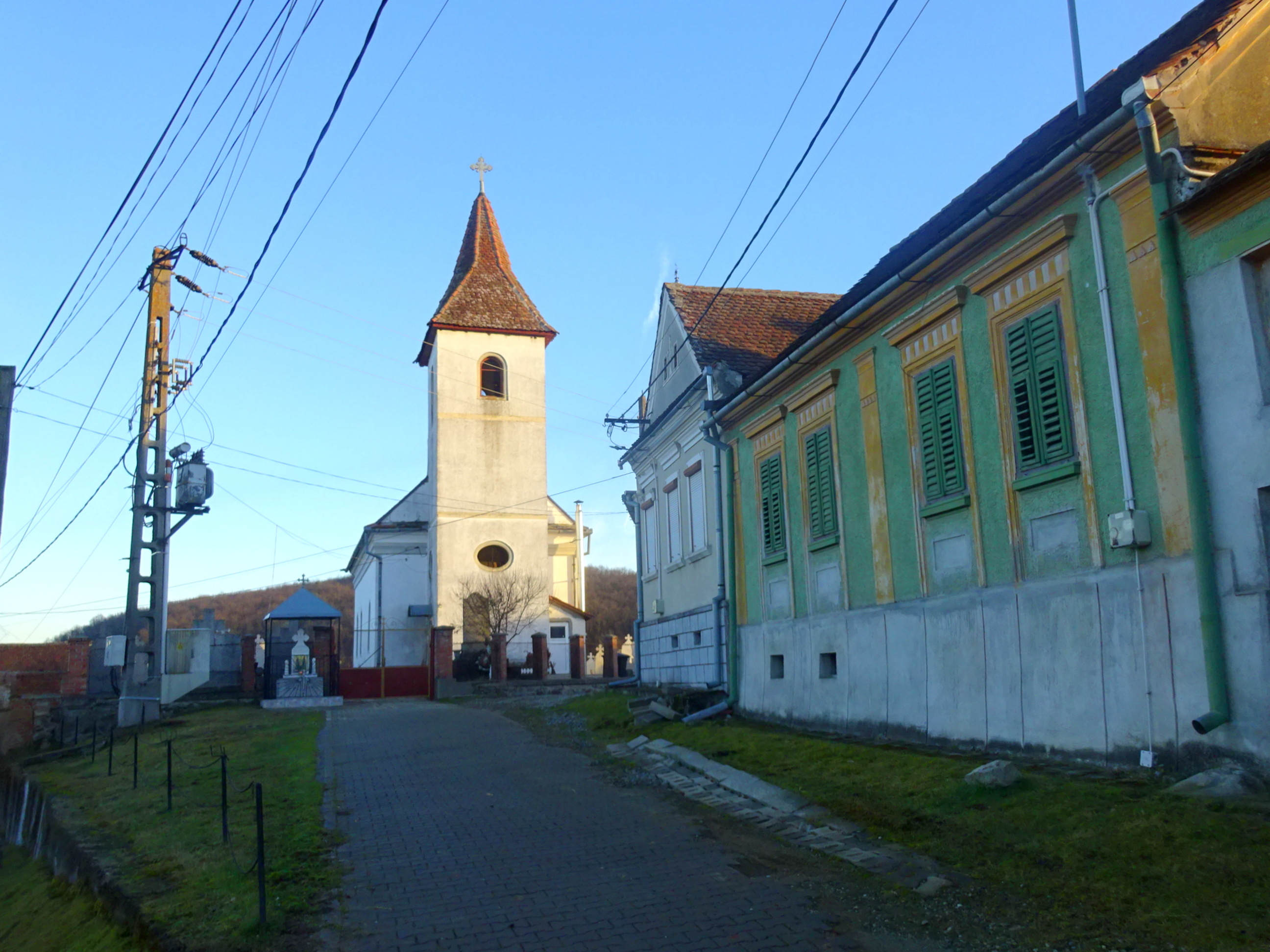
Biserica Sfântul Nicolae
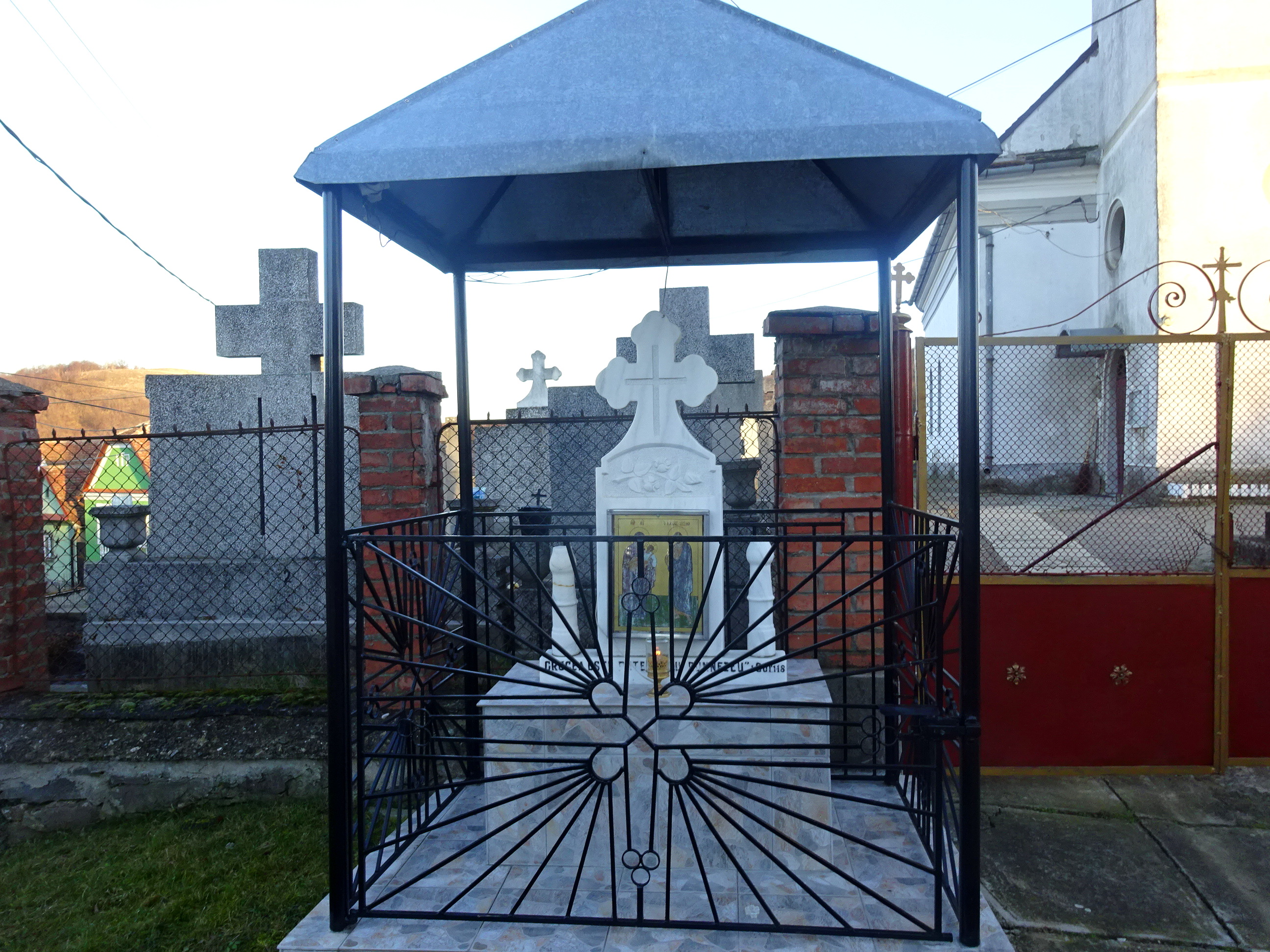
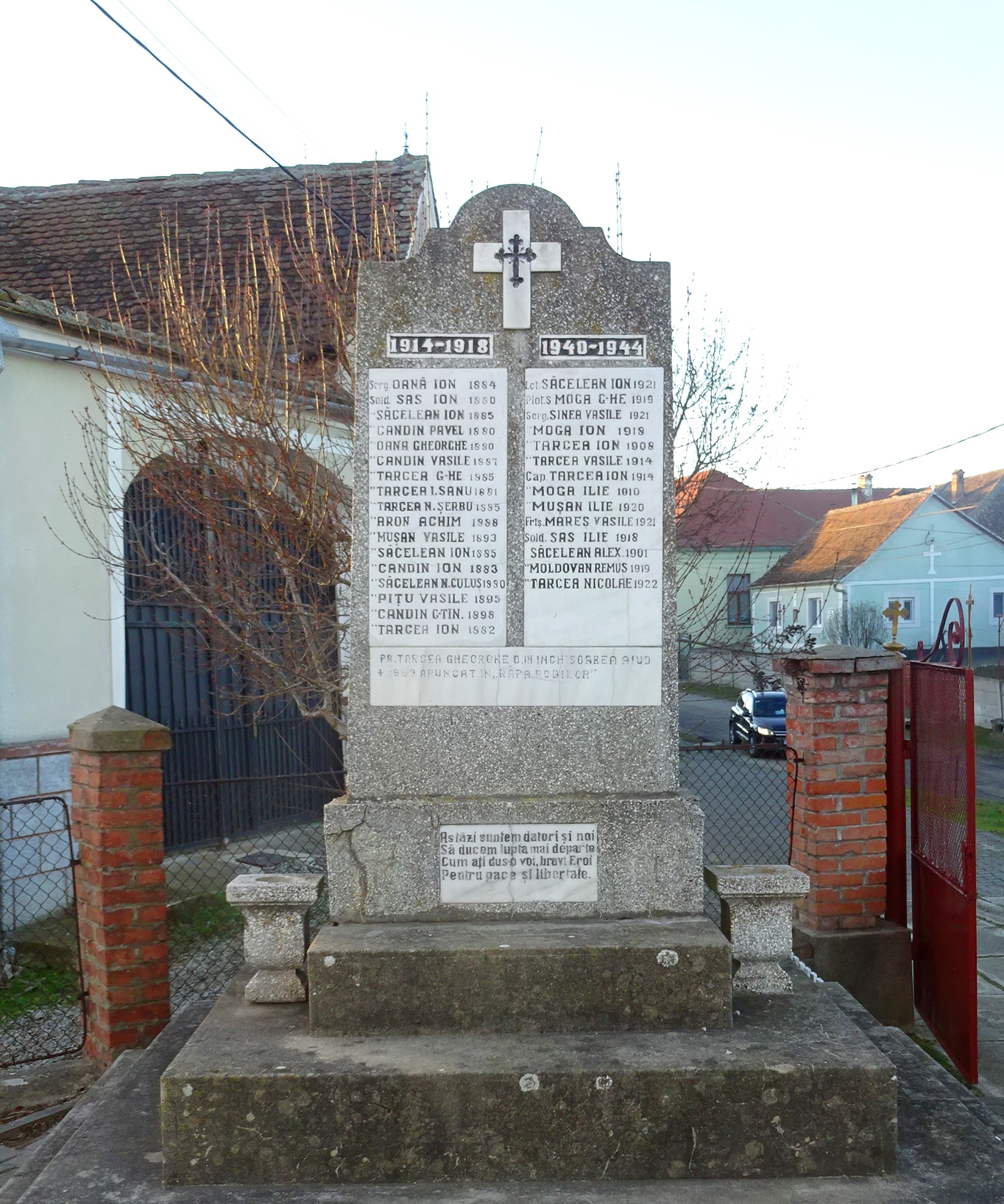
Monumentul Eroilor Români din Primul și Al Doilea Război Mondial
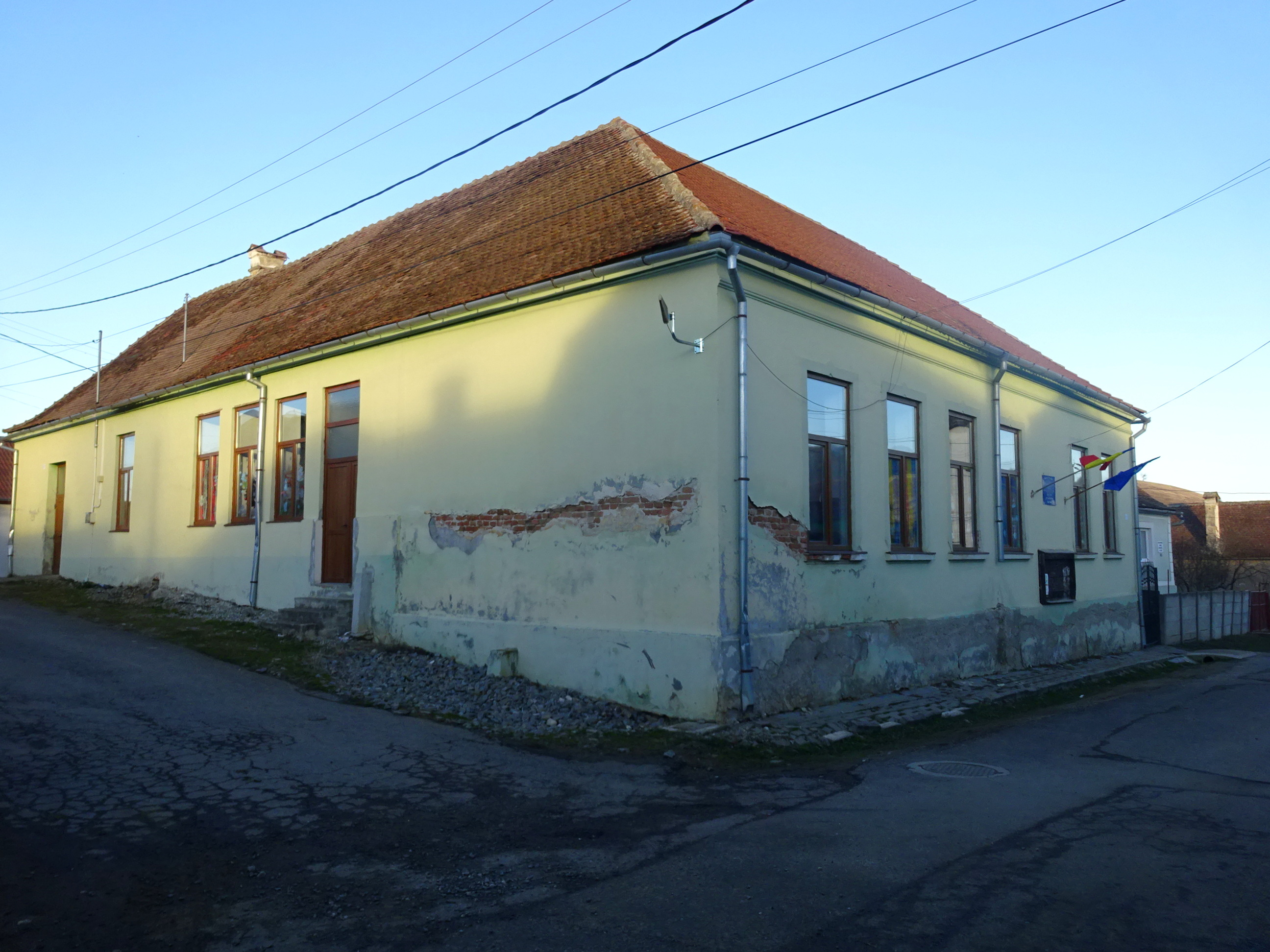
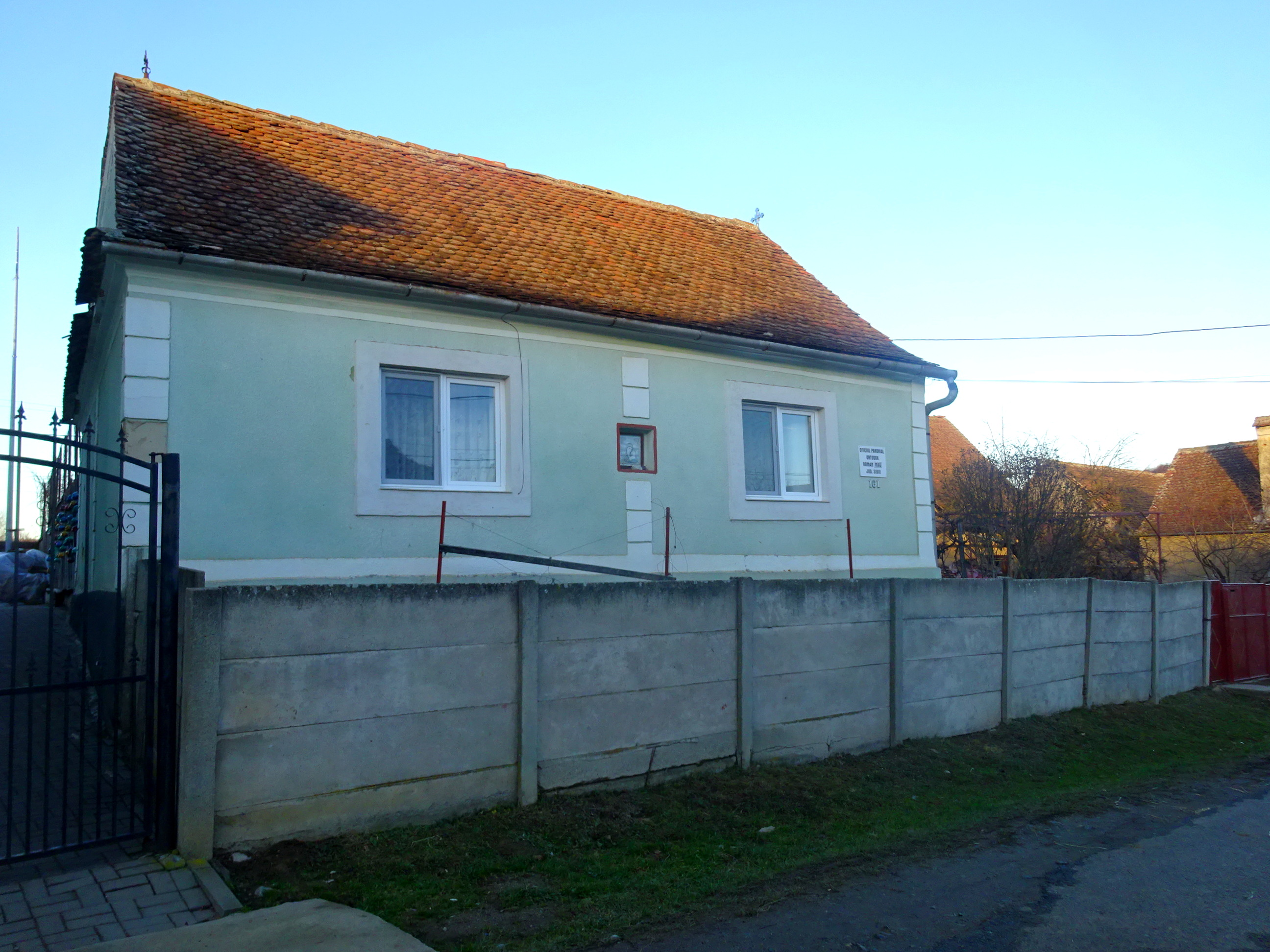
Parohia ortodoxă
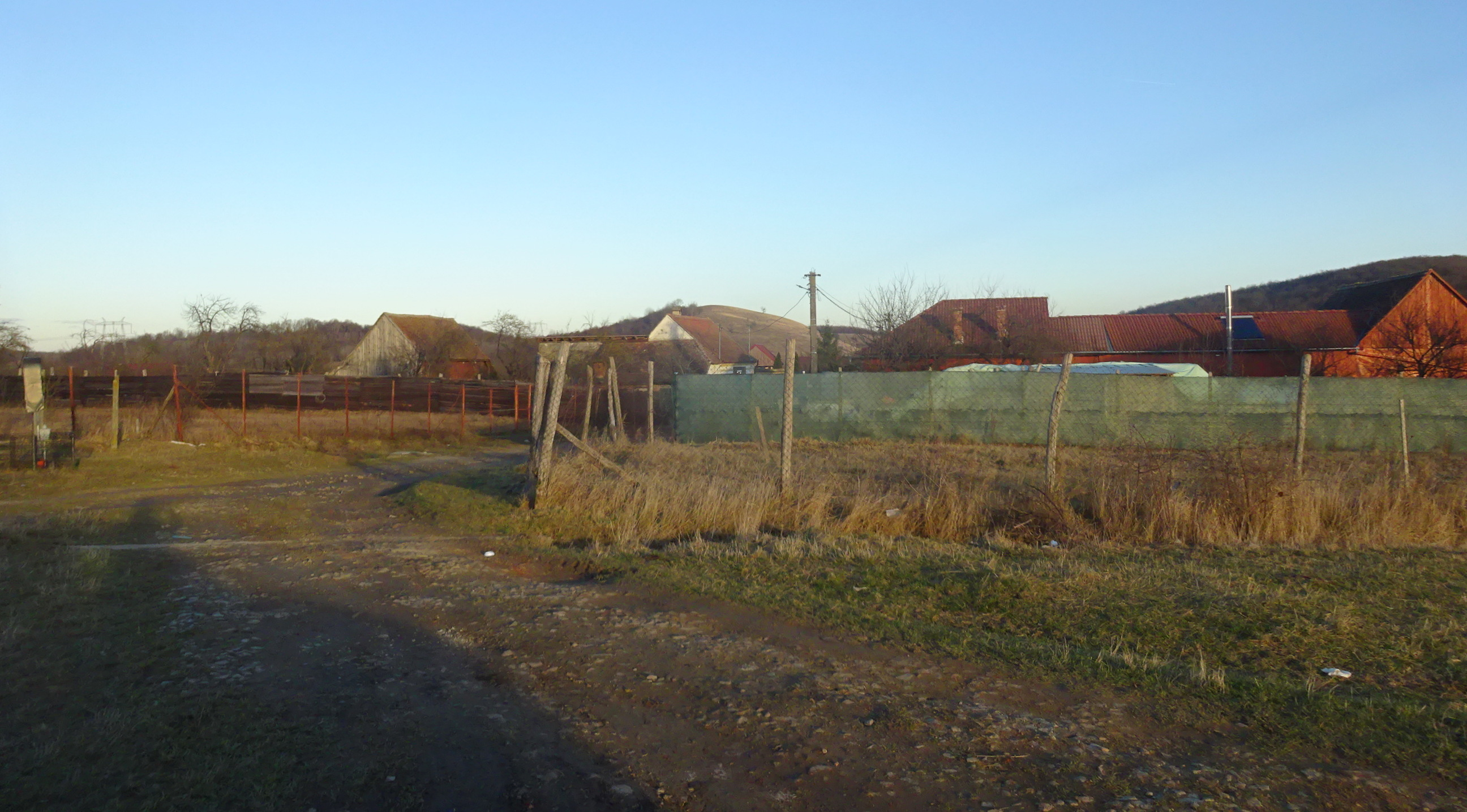
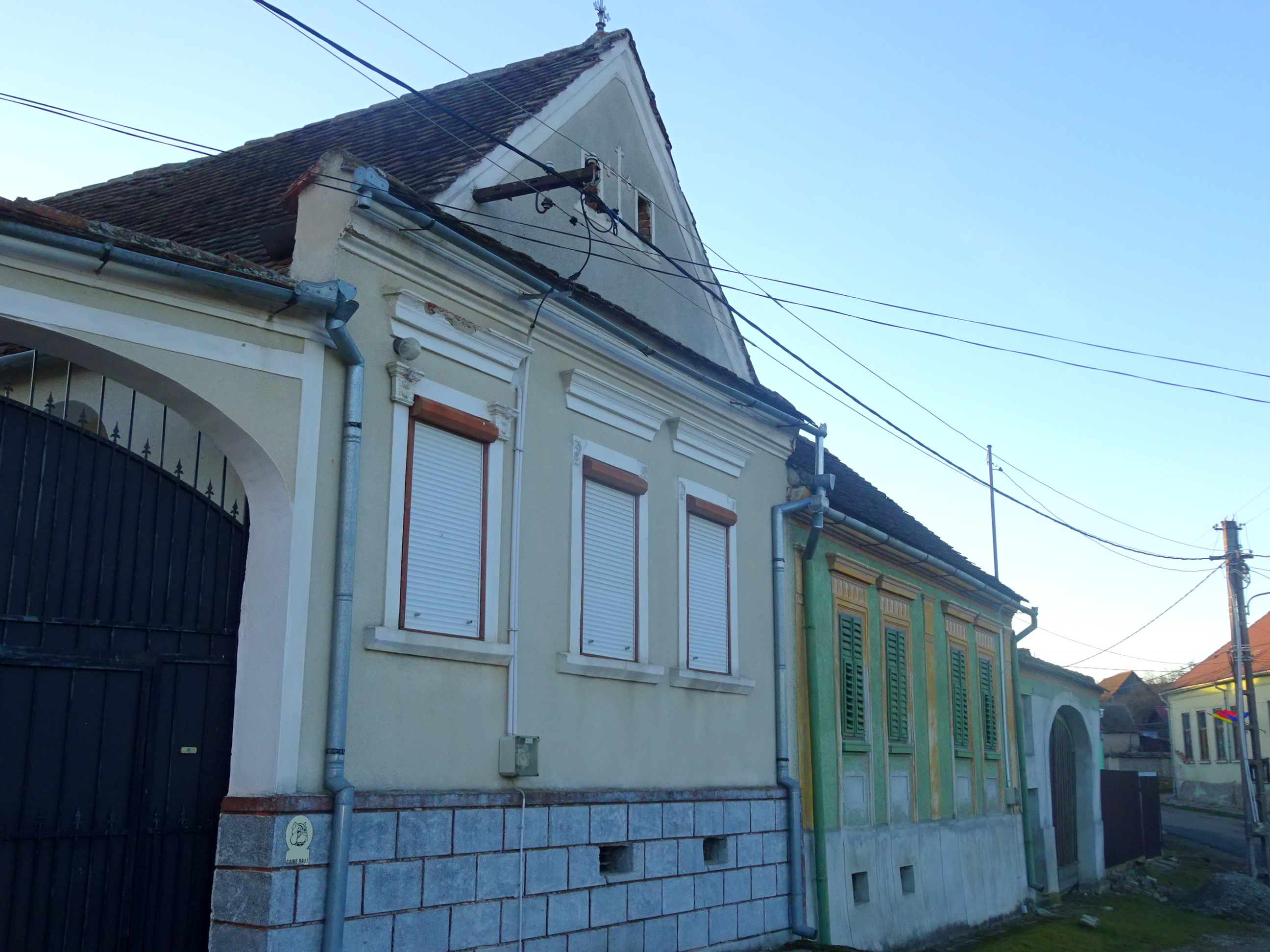
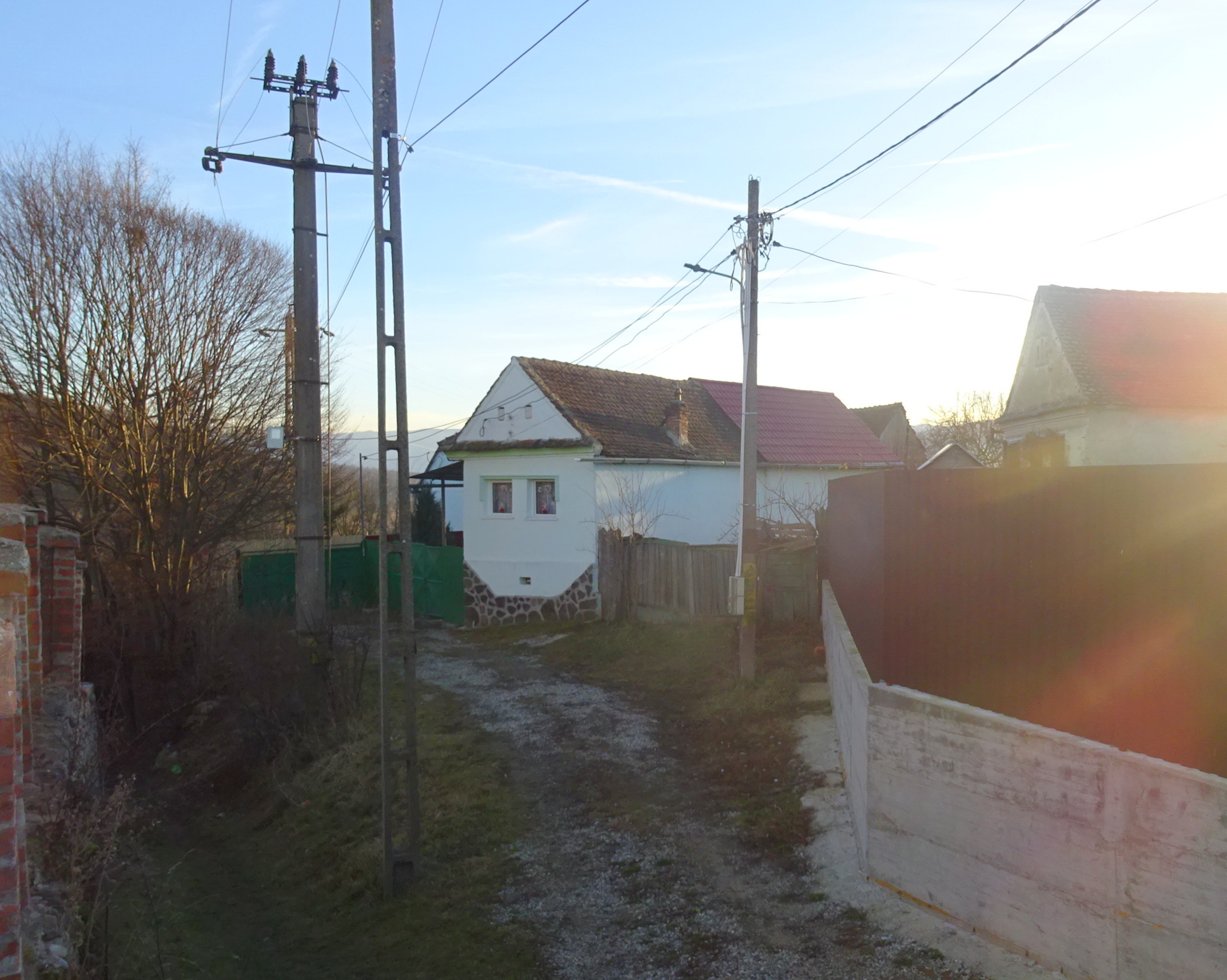